# Dabeiba (kommun)
Dabeiba är en kommun i Colombia.   Den ligger i departementet Antioquía, i den nordvästra delen av landet, 400 km nordväst om huvudstaden Bogotá. Antalet invånare är 24 084. Arean är 1 883 kvadratkilometer.
Terrängen i Dabeiba är huvudsakligen bergig, men åt sydväst är den kuperad.